# Cladosporium psammicola
Cladosporium psammicola är en svampart som först beskrevs av Pier Andrea Saccardo, och fick sitt nu gällande namn av Morgan-Jones & W.B. Kendr. 1972. Cladosporium psammicola ingår i släktet Cladosporium och familjen Davidiellaceae.   Inga underarter finns listade i Catalogue of Life.